# Икромов, Мухамад Фуркатджонович
Мухаммад Фуркатджонович Икромов (перс. ایکروموف محمد‎); род. 15 октября 1998, Чорку, Ленинабадская область) — таджикский борец вольного стиля, чемпион Европы среди молодёжи, серебряный призёр Чемпионата Азии по борьбе. Мастер спорта Таджикистана международного класса.

## Биография
Родился в Таджикистан, где и начал заниматься вольной борьбой, потом переехал с родителями в Россию, в Казань. Ещё в несовершеннолетнем возрасте по наставление свое дяди Фурката приехал в Хасавюрт, чтобы заниматься вольной борьбой в УОР, чьим выпускником являются многие именитые спортсмене мирового уровня.
В сентябре 2020 года попал в ДТП в российской Республике Дагестан, по дороге Махачкала — Хасавюрт.
24 декабря 2020 года завоевал серебряную медаль на Чемпионате Азии по борьбе.
В декабре 2020 года вошел в число 10 лучших спортсменов и лучших борцов Таджикистана по версии спортивных журналистов.
В феврале 2021 года попал на 12-е место в своем весе в рейтинге лучших вольных борцов мира по версии United World Wrestling.

## Спортивные результаты
- Чемпионат Азии по борьбе 2020 (Нью-Дели) —